# Парни в группе (фильм, 1970)
«Парни в группе» (англ. The Boys in the Band) — американский драматический художественный фильм режиссёра Уильяма Фридкина и одновременно экранизация бродвейской постановки пьесы Марта Кроули 1968 года. В центре сюжета находится группа мужчин-геев, собравшихся в нью-йоркской квартире на вечеринке по случаю дня рождения.

## Сюжет
Майкл готовит в своей квартире на Манхэттене вечеринку в честь дня рождения своего друга Гарольда. Первым приезжает Дональд, экс-бойфренд Майкла, у которого отменился приём у психолога. Майкл рассказывает, что одержим покупкой брендовой одежды, по уши в долгах и не пьёт спиртное уже 5 недель.
Неожиданно Майклу звонит Алан МакКарти, его друг из Джорджтаунского колледжа, гетеросексуал, и взволнованно, со слезами говорит, что ему нужно срочно увидеть Майкла. Майкл нехотя соглашается, ведь его однокурсник не знает, что он — гей.
Затем появляются Бернард, Эмори, Хэнк и Лэрри. Майкл просит друзей при Алане вести себя аккуратнее. Тут опять звонит Алан и переносит встречу на завтрашний день.
В ожидании опаздывающего Гарольда на вечеринке начинается веселье, мужчины начинают танцевать на террасе. В самый неожиданный момент приходит Алан. Он разговаривает с компанией, а потом Майкл и Алан уходят поговорить в спальню наверху. Алан говорит, что ему понравились Хэнк, Лэрри и Дональд, а Эмори, как самый манерный и женственный, показался раздражающим, но прибавляет, что частная жизнь это не его дело и ему не важно, что делают люди, пока не собираются навязать свои вкусы всему миру. Он не хочет говорить, почему плакал по телефону и зачем приехал.
Приходит «Ковбой», молодой проститут, которого нанял Эмори в подарок Гарольду. Он по ошибке целует открывшего дверь Майкла и поёт ему Happy Birthday to You.
Спустившийся вниз Алан вступает с Эмори в словесную перепалку и бьёт его по лицу. В разгар переполоха приходит Гарольд, уже выкуривший косячок. Он в восторге от «Ковбоя» и не слишком рад постороннему гетеросексуалу. Майкл начинает стаканами поглощать алкоголь. Бернард уводит окровавленного Эмори умываться, а Алана начинает тошнить, его уводит в туалет Хэнк.
Эмори угощает всех своей лазаньей. Майкл и Гарольд обмениваются колкостями. Достаётся и простодушному «Ковбою». А затем наступает время задувать свечи на торте и разворачивать подарки. Лэрри дарит постер, Хэнк — свитер, Бернард — наколенники со стразами и монограммой. От Майкла Гарольд получает его фото в серебряной рамке с надписью и датой. Когда все интересуются, что написано, тот отвечает, что это кое-что личное и благодарит Майкла.
Начинается ливень и все перемещаются с террасы в квартиру.
Кульминацией вечера становится «игра», которую затевает Майкл, в ходе которой каждый из мужчин должен позвонить человеку, которого он любил и рассказать ему об этом. Гарольд и Дональд сразу отказываются участвовать. Алан неожиданно предлагает Хэнку уйти вместе. Хэнк признаётся ему, что они с Лэрри любовники, он оставил жену и детей ради него. Первым становится Бернард, который звонит мужчине, которого любил в подростковом возрасте. Хотя ему удалось поговорить только с его матерью, он жалеет об этом звонке до конца вечера. Эмори звонит мужчине, в которого был влюблен в старших классах, но так и не называет своего имени. Тот бросает трубку. Хэнк звонит в службу сервиса дома, в котором он живёт вместе с Лэрри, и оставляет ему сообщение с признанием в любви. Выясняется, что Лэрри хочет быть в свободных отношениях, а Хэнк в моногамных. Хэнк даже предлагает в качестве компромисса секс втроём. Лэрри против и не отрицает, что у них с Дональдом была связь, как и с другими мужчинами. Однако Лэрри звонит по второму телефону и, когда Хэнк берёт трубку, тоже признаётся ему в любви. Они уходят в спальню.
«Ковбой» спрашивает у Майкла, почему он сам не звонит никому, Гарольд саркастично бросает, что тот в жизни никого не любил. Майкл доходит до пика нервного напряжения и злобного опьянения и говорит, что Алан — скрытый гей, в колледже был влюблён в их общего друга Джастина Стюарта. Алан всё отрицает, говорит, что Джастин лжёт о их сексе из мести за прекращённую дружбу. Тогда Майкл заставляет Алана звонить Джастину. Тот звонит, говорит, что любит и просит прощения. Майкл, вырвав у Алана трубку, с удивлением узнаёт, что тот говорит со своей женой Френ. Алан уходит. Зрители никогда не узнают, что он хотел рассказать Майклу.
Гарольд говорит Майклу, что тот не может принять свою сексуальную ориентацию. Он благодарит всех за вечеринку и уходит, прихватив подарки и «Ковбоя». Напоследок он обещает позвонить Майклу завтра.
Эмори и Бернард тоже уходят. У Майкла случается истерика, он плачет и говорит: «Господи, что я наделал?!». Дональд утешает его и даёт ему успокоительное. «Вот бы мы так себя не презирали…», — вздыхает Майкл. Немного успокоившись, он идёт в церковь Святого Малахия на мессу.

## В ролях
| Актёр             | Роль     |
| ----------------- | -------- |
| Кеннет Нельсон    | Майкл    |
| Леонард Фрей      | Гарольд  |
| Фредерик Комбс    | Дональд  |
| Кейт Прентис      | Лэрри    |
| Лоуренс Лакинбилл | Хэнк     |
| Рубен Грин        | Бернард  |
| Клифф Горман      | Эмори    |
| Питер Уйат        | Алан     |
| Роберт Ла Турне   | «Ковбой» |